# Nicoline Sørensen
Nicoline Sørensen (Ballerup, 15 augustus 1997) is een voormalig voetbalspeelster uit Denemarken. Ze speelde als middenvelder voor Everton FC in de FA Women's Super League.

## Clubcarrière
In haar jeugdjaren speelde Sørensen voor  Maløv BK voordat ze in 2013 voor het Zweedse FC Rosengård ging spelen. Voorafgaande aan het seizoen 2014 tekende ze haar eerste profcontract. Met FC Rosengård werd ze dat seizoen kampioen van de Damallsvenskan. In februari 2015 keerde Sørensen terug naar Denemarken om voor Brøndby IF te gaan spelen.  In 2017 ging ze weer naar Zweden waar ze een contract tekende bij regerend landskampioen Linköpings FC.
In juli 2020 tekende Sørensen een contract bij Super League club Everton FC. In 2023 tekende Sørensen een nieuw contract voor de club uit Liverpool. Hier kwam ze echter op terug. Op 19 november 2023 maakte Everton FC bekend dat Sørensen ging stoppen met voetballen om andere uitdagingen aan te kunnen gaan. Haar laatste profwedstrijd speelde Sørensen op 19 december 2023 tegen Manchester City WFC.

## Statistieken
| Seizoen | Club          | Competitie              | Competitie | Competitie | Beker | Beker | Overig | Overig | Totaal | Totaal |
| Seizoen | Club          | Competitie              | Wed.       | Dlp.       | Wed.  | Dlp.  | Wed.   | Dlp.   | Wed.   | Dlp.   |
| ------- | ------------- | ----------------------- | ---------- | ---------- | ----- | ----- | ------ | ------ | ------ | ------ |
| 2014    | FC Rosengård  | Damallsvenskan          | 10         | 0          | 1     | 0     | 2      | 0      | 13     | 0      |
| 2017    | Linköpings FC | Damallsvenskan          | 11         | 2          | 1     | 0     | 6      | 1      | 18     | 3      |
| 2018    | Linköpings FC | Damallsvenskan          | 11         | 1          | 6     | 0     | 0      | 0      | 17     | '1     |
| 2018/19 | Brøndby IF    | Elitedivisionen         | 23         | 16         | 0     | 0     | 4      | 0      | 27     | 16     |
| 2019/20 | Brøndby IF    | Elitedivisionen         | 19         | 3          | 4     | 2     | 0      | 0      | 23     | 5      |
| 2020/21 | Everton FC    | FA Women's Super League | 22         | 2          | 3     | 0     | 0      | 0      | 25     | 2      |
| 2021/22 | Everton FC    | FA Women's Super League | 3          | 0          | 0     | 0     | 0      | 0      | 3      | 0      |
| 2022/23 | Everton FC    | FA Women's Super League | 15         | 2          | 1     | 0     | 0      | 0      | 16     | 2      |
| 2023/24 | Everton FC    | FA Women's Super League | 7          | 0          | 2     | 0     | 0      | 0      | 9      | 0      |
| Totaal  | Totaal        | Totaal                  | 123        | 36         | 16    | 1     | 22     | 8      | 145    | 45     |

Bijgewerkt t/m 28 maart 2024.

## Interlandcarrière
Nicoline Sørensen maakte haar debuut voor het Deense nationale team in 2016.
In 2017 werd Sørensen opgenomen in de selectie van Denemarken voor het EK 2017 in Nederland. Met Denemarken wist Sørensen de finale te behalen die met 4-2 verloren ging tegen Nederland. Sørensen kwam in twee wedstrijden in actie.
In 2023 mocht Sørensen met Denemarken aantreden op het WK 2023 in Australië en Nieuw-Zeeland. Op dit eindtoernooi kwam Denemarken tot de achtste finales. Sørensen kwam in drie van de vier wedstrijden in actie.